# Temporada 1966-67 de los Baltimore Bullets
La temporada 1966-67 fue la sexta de los Baltimore Bullets en la NBA, y la tercera en su localización de Baltimore, Maryland. La temporada regular acabó con 20 victorias y 61 derrotas, ocupando el quinto y último puesto de la División Oeste, no logrando alcanzar los playoffs.

## Elecciones en elDraft
| Ronda | Puesto | Jugador        | Posición  | Nacionalidad   | Universidad           |
| ----- | ------ | -------------- | --------- | -------------- | --------------------- |
| 1     | 5      | Jack Marin     | Alero     | Estados Unidos | Duke                  |
| 2     | 15     | Neil Johnson   |           | Estados Unidos | Creighton             |
| 4     | 35     | George Peeples | Pívot     | Estados Unidos | Iowa                  |
| 5     | 45     | John Beasley   | Ala-Pívot | Estados Unidos | Texas A&M             |
| 5     | 46     | Johnny Jones   | Alero     | Estados Unidos | Cal State Los Angeles |

## Temporada regular
| División Este        | División Este | División Este | División Este | División Este | División Este | División Este | División Este | División Este |
| Equipo               | G             | P             | %             | PD            | Casa          | Fuera         | Neutral       | Div           |
| -------------------- | ------------- | ------------- | ------------- | ------------- | ------------- | ------------- | ------------- | ------------- |
| x-Philadelphia 76ers | 68            | 13            | .840          | –             | 28–2          | 26–8          | 14–3          | 28–8          |
| x-Boston Celtics     | 60            | 21            | .741          | 8             | 27–4          | 25–11         | 8–6           | 30–6          |
| x-Cincinnati Royals  | 39            | 42            | .481          | 29            | 20–11         | 12–24         | 7–7           | 14–22         |
| x-New York Knicks    | 36            | 45            | .444          | 32            | 20–15         | 9–24          | 7–6           | 11–25         |
| Baltimore Bullets    | 20            | 61            | .247          | 48            | 12–20         | 3–30          | 5–11          | 7–29          |

## Estadísticas
| Rk | Jugador         | Edad | P  | PT | MP   | TC  | TCI  | %TC  | TL  | TLI | %TL  | RB   | AS  | FP  | PTS  |
| 1  | Leroy Ellis     | 26   | 81 |    | 36.3 | 6.1 | 14.4 | .425 | 2.6 | 3.5 | .738 | 12.0 | 2.1 | 3.2 | 14.9 |
| 2  | Gus Johnson     | 28   | 73 |    | 36.0 | 8.5 | 18.9 | .450 | 3.7 | 5.2 | .708 | 11.7 | 2.7 | 3.8 | 20.7 |
| 3  | Ray Scott       | 28   | 27 |    | 35.9 | 7.6 | 17.1 | .445 | 3.7 | 5.9 | .625 | 13.2 | 2.8 | 3.1 | 19.0 |
| 4  | Don Ohl         | 30   | 58 |    | 34.9 | 7.8 | 17.3 | .451 | 4.8 | 6.1 | .780 | 3.3  | 2.9 | 2.6 | 20.3 |
| 5  | Kevin Loughery  | 26   | 76 |    | 33.9 | 6.8 | 17.2 | .398 | 4.5 | 5.4 | .825 | 4.6  | 3.8 | 3.9 | 18.2 |
| 6  | Johnny Egan     | 28   | 71 |    | 24.5 | 3.8 | 8.8  | .428 | 2.6 | 3.1 | .845 | 2.5  | 3.9 | 2.7 | 10.1 |
| 7  | John Barnhill   | 28   | 53 |    | 22.9 | 3.5 | 8.4  | .418 | 1.2 | 1.9 | .641 | 3.0  | 2.6 | 1.5 | 8.3  |
| 8  | Bob Ferry       | 29   | 51 |    | 19.4 | 2.6 | 6.2  | .419 | 1.4 | 2.2 | .636 | 5.1  | 1.8 | 1.9 | 6.5  |
| 9  | Jack Marin      | 22   | 74 |    | 17.9 | 3.8 | 8.5  | .448 | 2.0 | 2.5 | .775 | 4.2  | 1.0 | 2.7 | 9.6  |
| 10 | Wayne Hightower | 27   | 43 |    | 17.3 | 2.4 | 7.2  | .334 | 2.1 | 2.9 | .718 | 5.6  | 0.8 | 2.6 | 6.9  |
| 11 | Ben Warley      | 30   | 62 |    | 16.7 | 2.0 | 5.0  | .401 | 2.2 | 2.7 | .788 | 5.2  | 0.8 | 2.8 | 6.2  |
| 12 | Johnny Green    | 33   | 61 |    | 15.5 | 3.3 | 7.2  | .465 | 1.6 | 3.4 | .464 | 6.5  | 0.9 | 2.3 | 8.2  |
| 13 | Johnny Austin   | 22   | 4  |    | 15.3 | 1.3 | 5.5  | .227 | 3.3 | 4.0 | .813 | 1.8  | 1.0 | 3.0 | 5.8  |
| 14 | Mel Counts      | 25   | 25 |    | 13.7 | 2.6 | 6.7  | .389 | 1.2 | 1.6 | .725 | 6.2  | 1.2 | 3.2 | 6.4  |

## Galardones y récords
| Jugador    | Galardón                            |
| Jack Marin | Mejor quinteto de rookies de la NBA |
| Don Ohl    | All-Star                            |